# 扬·珀仓
扬·珀仓（羅馬尼亞語：Ion Păţan；1926年12月1日—），罗马尼亚共产党中央政治执行委员会委员，罗马尼亚政府副总理。

## 生平
1926年，出生于罗马尼亚特兰西瓦尼亚地区阿尔巴县达亚罗曼纳乡。
1945年，在阿尔巴尤利亚的职业技术学校学习会计。
1948年，就读于布拉索夫商学院。
1951年，在塞贝什的工厂任总会计师。
1952年，任办公厅主任、顾问、监察长和预算控制机构主任。
1953年，为布加勒斯特市人民委员会代表。
1955年，加入罗马尼亚工人党。
1956年，任罗马尼亚人民共和国消费品工业部经济计划司司长、布加勒斯特市人民委员会执行委员会常设计划、财政委员会委员和主席。
1962年，任轻工业部秘书长。
1964年，任轻工业部副部长。
1965年，为罗马尼亚共产党中央委员会候补中央委员、罗马尼亚共产党中央委员会经济计划部部长。
1967年，任罗马尼亚经济委员会副主席。
1968年，任罗马尼亚社会主义共和国国内贸易部部长。
1969年，任罗马尼亚社会主义共和国部长会议副主席。
1972年，兼任罗马尼亚对外贸易部长。7月，为罗共中央政治执行委员会候补委员。
1974年4，任部长会议执行委员会副主席兼任罗马尼亚对外贸易和国际经济合作部部长。11月，为罗马尼亚共产党中央政治执行委员会委员、中央政治执行委员会常设局委员。
1975年，任罗马尼亚社会主义共和国政府副总理。
1978年，兼任罗马尼亚技术物资供应和固定基金管理检查部部长。3月，任罗马尼亚驻经济互助委员会常任代表、经互会执行委员会成员。
1979年，任党和国家打字机和行业规范化问题委员会副主席。11月，为党中央政治执行委员会委员、中央常设局委员。
1982年，被解除政府副总理职务。
1984年，被解除技术物资供应和固定基金管理检查部部长职务，任轻工业部部长。
1986年，被解除轻工业部长职务，任国家价格委员会主席。
1987年，被解除罗共中央政治执委、中央委员职务，任罗马尼亚社会主义共和国驻捷克斯洛伐克社会主义共和国特命全权大使。
1989年，任财政部长。12月，罗马尼亚革命，任“救国阵线”临时政府财政部长。
1990年，去职。